# Makarska International Championships 1998
Makarska International Championships 1998 — жіночий тенісний турнір, що проходив на відкритих кортах з ґрунтовим покриттям у Макарській (Хорватія). Належав до турнірів 4-ї категорії в рамках Туру WTA 1998. Турнір відбувся лише раз і тривав з 13 квітня до 19 квітня 1998 року.

## Фінальна частина

### Одиночний розряд, жінки
Квета Грдлічкова —  Фан Лі 6–3, 6–1
- Для Грдлічкової це був 1-й титул за рік і 1-й — за кар'єру.

### Парний розряд, жінки
Тіна Кріжан /  Катарина Среботнік —  Карін Кшвендт /  Євгенія Куликовська 7–6, 6–1
- Для Кріжан це був єдиний титул за сезон і 2-й — за кар'єру. Для Среботнік це був єдиний титул за сезон і 1-й — за кар'єру.